# Obstruction centrale
Pour les articles homonymes, voir Obstruction.
Dans un télescope astronomique, l'obstruction centrale est la surface centrale du miroir primaire qui n'est pas utilisable à cause de la présence du miroir secondaire au-dessus de lui. En d'autres termes, c'est la projection de la surface du miroir secondaire sur le primaire.
Elle s'exprime en pourcentage du diamètre du miroir primaire de l'instrument. Plus elle est importante et moins les images seront contrastées et lumineuses.